# Tennis als Jocs Olímpics d'estiu de 1920
Als Jocs Olímpics de 1920 celebrats a la ciutat d'Anvers, Bèlgica, es van disputar cinc proves tennístiques, dues en categoria masculina, dues en categoria femenina i una en categoria mixta. La competició se celebrà entre el 16 i el 24 d'agost de 1920. La competició es va disputar al Beerschot Tennis Club. En aquesta edició s'abandonà la competició indoor, que fou present en les edicions de 1908 i 1912.

## Nacions participants
Participaren en la competició de tennis 75 tennistes (52 homes i 23 dones) de 14 nacions diferents:
| - Austràlia (1) (homes:1; dones:0) - Bèlgica (16) (homes:8; dones:8) - Dinamarca (3) (homes:1; dones:2) - Espanya (4) (homes:4; dones:0) - França (10) (homes:7; dones:3) - Grècia (1) (homes:1; dones:0) - Itàlia (4) (homes:3; dones:1) | - Japó (2) (homes:2; dones:0) - Noruega (3) (homes:2; dones:1) - Regne Unit (8) (homes:4; dones:4) - Suècia (8) (homes:5; dones:3) - Sud-àfrica (5) (homes:5; dones:0) - Suïssa (3) (homes:3; dones:0) - Txecoslovàquia (7) (homes:6; dones:1) |

## Resum de medalles

### Categoria masculina
| Prova                      | Or                                      | Argent                                | Bronze                              |
| Individual masculí detalls | Louis Raymond                           | Ichiya Kumagae                        | Charles Winslow                     |
| Dobles masculins detalls   | Regne UnitOswald Turnbull · Max Woosnam | JapóIchiya Kumagae · Seiichiro Kashio | FrançaPierre Albarran · Max Décugis |

### Categoria femenina
| Prova                     | Or                                          | Argent                                       | Bronze                                   |
| Individual femení detalls | Suzanne Lenglen                             | Dorothy Holman                               | Kathleen McKane                          |
| Dobles femenins detalls   | Regne UnitKathleen McKane · Winifred McNair | Regne UnitGeraldine Beamish · Dorothy Holman | FrançaÉlisabeth d'Ayen · Suzanne Lenglen |

### Categoria mixta
| Prova                 | Or                                  | Argent                                  | Bronze                                         |
| Dobles mixtos detalls | FrançaSuzanne Lenglen · Max Décugis | Regne UnitKathleen McKane · Max Woosnam | TxecoslovàquiaMilada Skrbková · Ladislav Žemla |

## Medaller
| Posició | País           | Or | Argent | Bronze | Total |
| 1       | Regne Unit     | 2  | 3      | 1      | 6     |
| 2       | França         | 2  | 0      | 2      | 4     |
| 3       | Sud-àfrica     | 1  | 0      | 1      | 2     |
| 4       | Japó           | 0  | 2      | 0      | 2     |
| 5       | Txecoslovàquia | 0  | 0      | 1      | 1     |
| Total   | Total          | 5  | 5      | 5      | 15    |